# Обезглавяването на Свети Йоан Кръстител (Караваджо)
„Обезглавяването на Свети Йоан Кръстител“ е картина от италианския бароков художник Караваджо, нарисувана през 1608 година. Произведението се намира в параклиса към конкатедралата „Свети Йоан Кръстител“ във Валета.
Картината е предназначена за олтарно платно в пристроения параклис към тогава монашеската църква на малтийските рицари хоспиталиери. Поръчана е от великия магистър Алоф де Вигнакорт. С размери от 361 см х 520 см, това е най-голямото по размер произведение на художника и единствената подписана от него творба.

## Описание
Платното изобразява сцена с мъченичеството и умъртвяването на св. Йоан Кръстител. Основната фигурална група е поместена на преден план в долната лява четвъртина на картината. Представен е моментът, в който екзекуторът отрязва главата на поваления на земята светец, докато един разсилен зад него сочи с жест подноса, където да се постави отрязаната глава. Подносът се държи от жена, за която се предполага, че е Саломе. Възрастна жена, обхванала главата си с ръце, допълва основната група. Собственото име на художника (Микеланджело) е надраскано сякаш с изтичащата кръв от врата на светеца. На заден план, като затъмнен фон е изобразена част от фасадата на постройка, вероятен затвор. Диагонално на основната група, в горната дясна част, е поместен прозорец с решетки, през който надничат две мъжки фигури, свидетели на събитието.

## Реставрация
През 1997 година картината е изпратена в ателие за реставрации във Флоренция, представляващо институт към италианското министерство на културното наследство. Институцията сама предлага и поема разходите по реставрацията. Работите са приключени през юни 1998 г., след което картината е изложена във флорентинската църква Дел Кармине в продължение на година. Върната е в Малта през юни 1999 г.
Освен от следите на времето, платното е имало поражения и от дързък опит за кражба през 1989 година.